# Maluscha
Maluscha oder Malka (* um 945?) war die Mutter von Wladimir dem Großen, dem bedeutendsten Großfürsten der Kiewer Rus.

## Leben
Über ihre Person gibt es kaum sichere Informationen. Die Nestorchronik schrieb, sie sei eine Tochter von Malk Ljubetschanin gewesen und Dienerin von Fürstin Olga. Ihr Bruder war Dobrynja, der spätere Vertraute von Wladimir und dessen Statthalter in Nowgorod. Das Geburtsjahr ist unbekannt.
Um 960 gebar sie Wladimir. Dieser war ein nicht standesgemäßer Sohn des Großfürsten Swjatoslaw. Trotzdem wurde er zum folgenreichsten Herrscher der Rus.
Mehr ist nicht bekannt über ihr Leben. Nach ihrem Tod soll Wladimir in seinem Geburtsort Budutino eine Marienkirche errichtet haben lassen.